# Hällsjön (Hjorteds socken, Småland)
Hällsjön är en sjö i Västerviks kommun i Småland och ingår i Botorpsströmmens huvudavrinningsområde. Sjön har en area på 0,565 kvadratkilometer och ligger 92,5 meter över havet. Sjön avvattnas av vattendraget Försjöbäcken.
Vid Hällsjöns utlopp i Isgölen låg under 1700- och 1800-talet Isgöhleströms Manufakturverk, som tillverkade spik. Den färdiga spiken fraktades med pråmar över Hällsjön till Ankarsrum.

## Delavrinningsområde
Hällsjön ingår i det delavrinningsområde (640087-152429) som SMHI kallar för Utloppet av Storsjön. Medelhöjden är 101 meter över havet och ytan är 27,88 kvadratkilometer. Det finns inga avrinningsområden uppströms utan avrinningsområdet är högsta punkten. Försjöbäcken som avvattnar avrinningsområdet har biflödesordning 2, vilket innebär att vattnet flödar genom totalt 2 vattendrag innan det når havet efter 29 kilometer. Avrinningsområdet består mestadels av skog (77 procent). Avrinningsområdet har 3,36 kvadratkilometer vattenytor vilket ger det en sjöprocent på 12 procent.